# Dickinsons torenvalk
De Dickinsons torenvalk (Falco dickinsoni) is een roofvogel uit de familie der valken (Falconidae). Deze vogel is genoemd naar zijn ontdekker, de Engelse missionaris John Dickinson (1832-1863).

## Verspreiding en leefgebied
Deze soort komt voor in zuidelijk Afrika van Angola en Namibië tot Tanzania en Mozambique. 